# Miss Vietnam
 (juin 2025).
Pour les articles homonymes, voir Miss.
Miss Vietnam (Hoa hậu Việt Nam) est un concours de beauté féminine destiné aux jeunes femmes habitantes et de nationalité vietnamienne. Il a été créé en 1988 et permet de désigner la représentante du pays au concours de Miss Monde. Il est organisé tous les deux ans. C'est le premier concours de beauté organisé après l'unification du Vietnam. Il a été fondé par le journal Tiền Phong.
Le concours Miss Univers Vietnam (Hoa hậu Hoàn vũ Việt Nam), désigne lui la représentante vietnamienne au concours de Miss Univers. Pour l'instant, aucune Miss Vietnam n'a remporté le titre de Miss Univers, Miss Monde, Miss Grand International et Miss Terre.
En 2014, la couronne du concours de l'année a été conçue et fabriquée en trois mois. Elle a été reconnue dans le livre Guinness des records comme la plus grande couronne cloutée avec le plus grand nombre de perles naturelles provenant du Vietnam.

## Palmarès
| Année | Miss Viêt Nam         | Domicile          | Notes | Lieu de couronnement                                           |
| ----- | --------------------- | ----------------- | --- | -------------------------------------------------------------- |
| 1988  | Bùi Bích Phương       | Hanoï             | | Maison de la culture de la jeunesse, Hanoï                     |
| 1990  | Nguyễn Diệu Hoa       | Hanoï             | Top 5 au concours Mrs. World 2008 à Kaliningrad, en Russie. | Palais de la culture et de l'amitié vietnamo-soviétique, Hanoï |
| 1992  | Hà Kiều Anh           | Hô-Chi-Minh-Ville | Top 5 au concours World Miss University 1993 1re dauphine de Miss New model international 1998, Egypte 1998 | Phan Dinh Phung sporting event hall, Hô-Chi-Minh-Ville         |
| 1994  | Nguyễn Thu Thủy       | Hanoï             | | Palais de la culture et de l'amitié vietnamo-soviétique, Hanoï |
| 1996  | Nguyễn Thiên Nga      | Hô-Chi-Minh-Ville | 2e dauphine à Miss Friendship Southeast Asia 1999 au concours Miss Asean 1999. Elle a été élue Miss Miss Viêt Nam 1996 et Miss Viêt Nam 1999 et devient la première concurrente à posséder deux titres dans l'histoire de Miss Viêt Nam.                                                                                               | Palais de la culture et de l'amitié vietnamo-soviétique, Hanoï |
| 1998  | Nguyễn Thị Ngọc Khánh | Hô-Chi-Minh-Ville | 1re dauphine à Miss New Model International 1999, en Égypte. | Phan Dinh Phung sporting event hall, Hô-Chi-Minh-Ville         |
| 2000  | Phan Thu Ngân         | Hô-Chi-Minh-Ville | | Hoa Binh theatre, Hô-Chi-Minh-Ville                            |
| 2002  | Phạm Thị Mai Phương   | Hải Phòng         | Elle est la première Miss Vietnam à concourir au concours Miss Monde. Top 20 à Miss Monde 2002 au Alexandra Palace de Londres, au Royaume-Uni. | Phan Dinh Phung sporting event hall, Hô-Chi-Minh-Ville         |
| 2004  | Nguyễn Thị Huyền      | Hải Phòng         | Top 15 à Miss Monde 2004 à Sanya, en Chine. | Tuần Châu, Quang Ninh                                          |
| 2006  | Mai Phương Thúy       | Hanoï             | Top 17 à Miss Monde 2006, au Palais de la Culture et de la Science de Varsovie, en Pologne. | Vinpearl Land, Nha Trang, Khanh Hoa                            |
| 2008  | Trần Thị Thùy Dung    | Đà Nẵng           | Elle n'a pas été autorisée à concourir au concours Miss Monde 2008 après qu'il fut révélé qu'elle ne possédait pas de diplôme d'études secondaires. Cela vaut également pour tous les candidates qui a participé au même concours. La 2e dauphine de Miss Univers Vietnam 2008, Dương Trương Thiên Lý a été désigné pour la remplacer. | Hội An, Quang Nam                                              |
| 2010  | Đặng Thị Ngọc Hân     | Hanoï             | Elle est détentrice des titres de Miss Icon Student 2005 et de Miss Tran Nhan Tong High School. Elle a également été élue mannequin vietnamien la plus photogénique en 2006. | Tuần Châu, Quang Ninh                                          |
| 2012  | Đặng Thu Thảo         | Bạc Liêu          | Elle a été élue Miss Delta du Mékong 2012. | Tiên Sơn Sports Complex, Da Nang                               |
| 2014  | Nguyễn Cao Kỳ Duyên   | Nam Định          | | Île de Phú Quốc, Province de Kiên Giang                        |
| 2016  | Đỗ Mỹ Linh            | Hanoï             | |                                                                |
| 2018  | Trần Tiểu Vy          | Hô-Chi-Minh-Ville | La même année, elle représente le Vietnam au concours de Miss World 2018 à Sanya, en Chine. | Phu Tho Indoor Sports Stadium à Ho Chi Minh-Ville              |

## Galerie

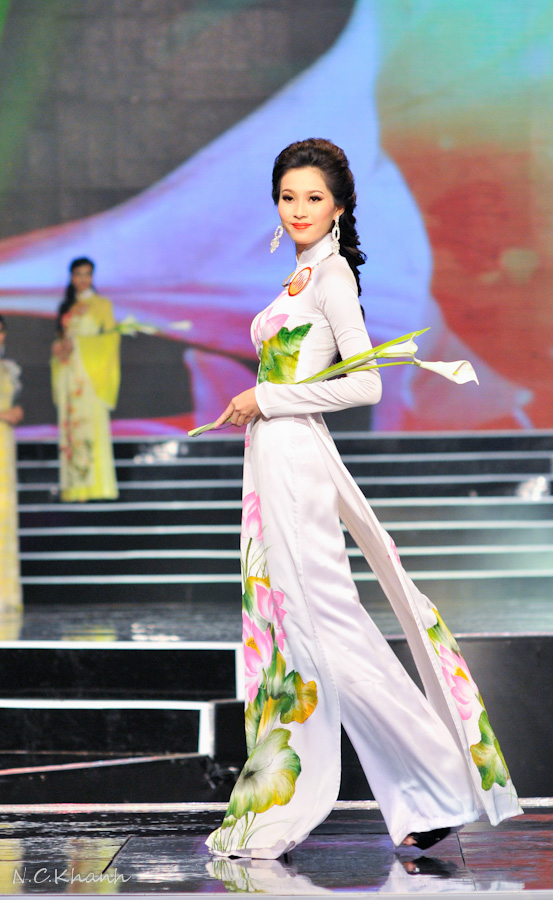
Đặng Thu Thảo, Miss Viêt Nam 2012.
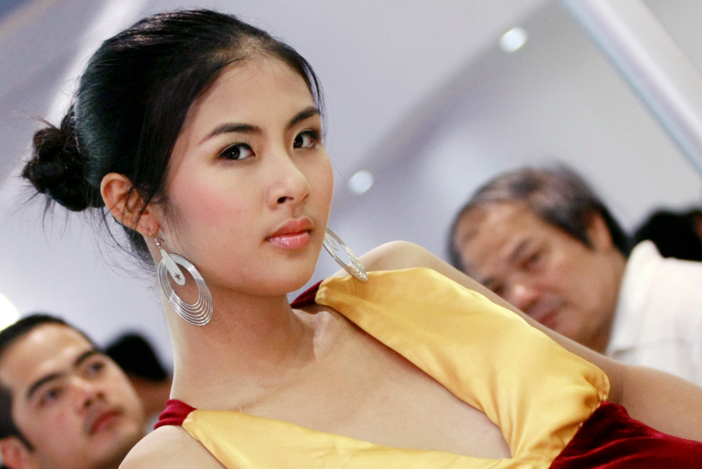
Đặng Thị Ngọc Hân, Miss Viêt Nam 2010.
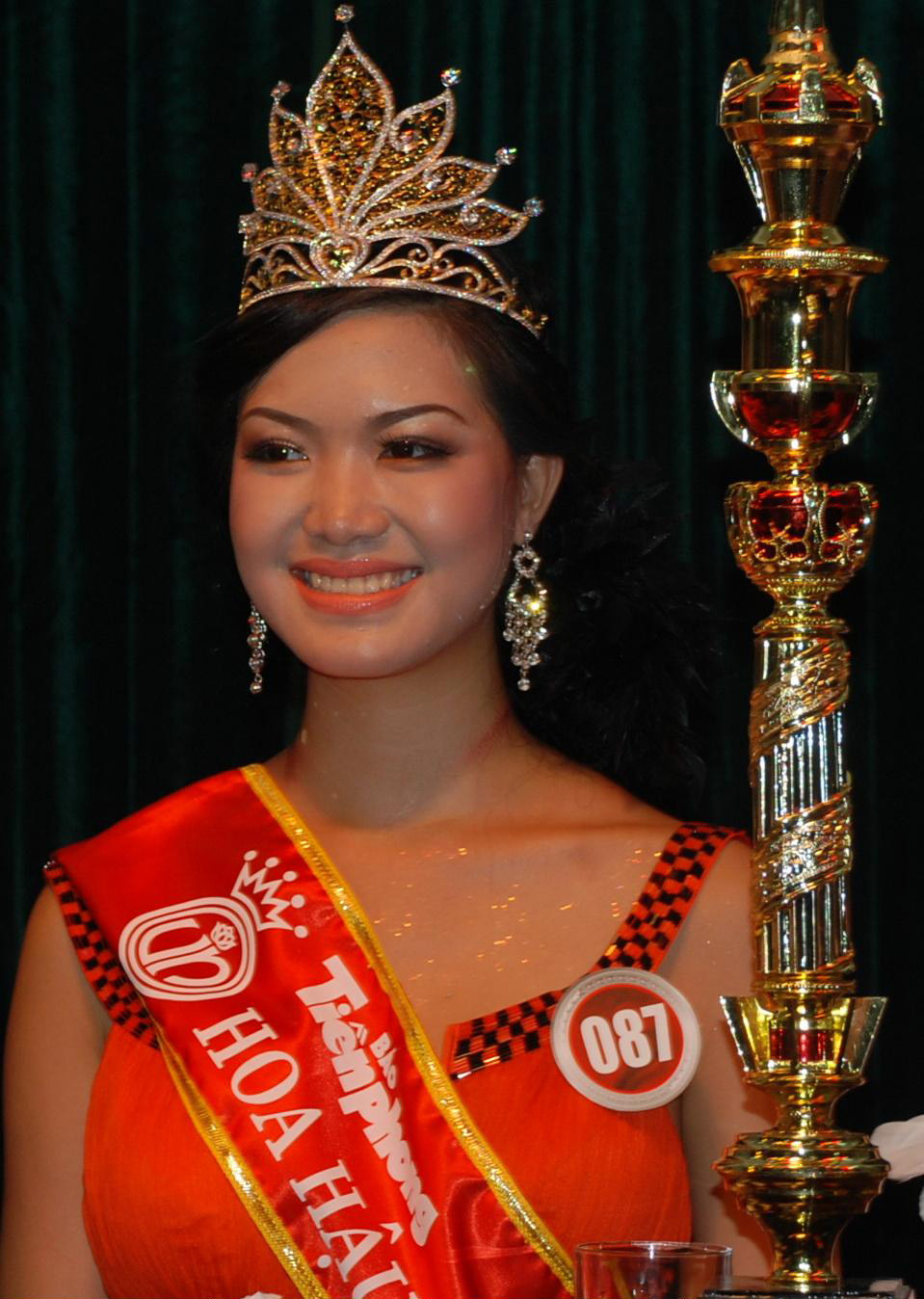
Trần Thị Thùy Dung, Miss Viêt Nam 2008.
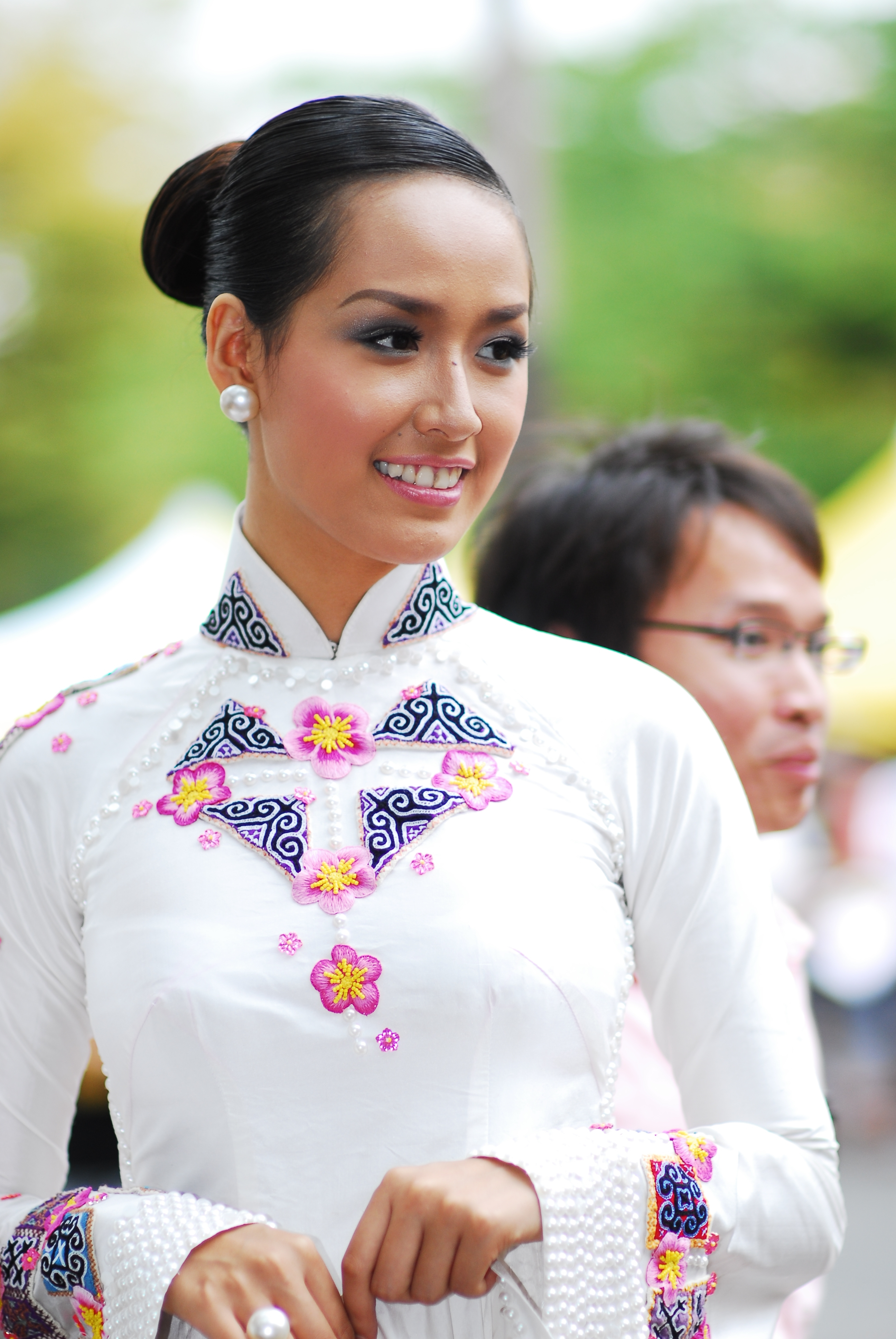
Mai Phương Thúy, Miss Viêt Nam 2006.
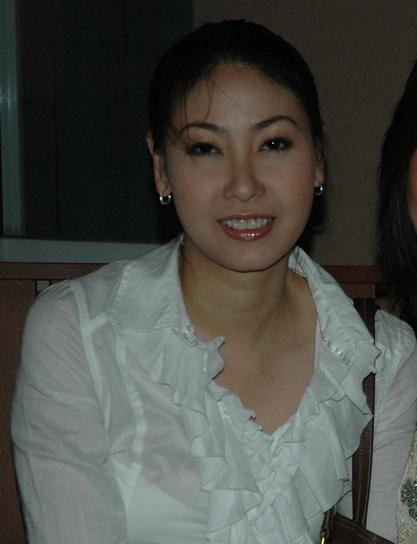
Hà Kiều Anh, Miss Viêt Nam 1992.

## Miss Univers Viêt Nam
Miss Univers Viêt Nam (vietnamien : Hoa hậu Hoàn vũ Việt Nam) est un concours de beauté féminine, destiné aux jeunes femmes habitantes et de nationalité vietnamienne ; il sélectionne la représentante du Viêt Nam au concours Miss Univers. Il a été fondé en 2008.
| Année | Nom                    | Représente       | Classement à Miss Univers                      |
| ----- | ---------------------- | ---------------- | ---------------------------------------------- |
| 2008  | Nguyễn Thùy Lâm        | Thái Bình        | Top 15, Miss Universe 2008                     |
| 2009  | Võ Hoàng Yến           | Hồ Chí Minh City |                                                |
| 2011  | Vũ Thị Hoàng My        | Đồng Nai         |                                                |
| 2012  | Lưu Thị Diễm Hương     | Hồ Chí Minh City |                                                |
| 2013  | Trương Thị May         | Hồ Chí Minh City |                                                |
| 2015  | Phạm Thị Hương         | Hải Phòng        |                                                |
| 2016  | Đặng Thị Lệ Hằng       | Đà Nẵng          |                                                |
| 2017  | Nguyễn Thị Loan        | Thái Bình        |                                                |
| 2018  | H'Hen Niê              | Đắk Lắk          | Top 5, Miss Universe 2018                      |
| 2019  | Hoàng Thị Thùy         | Thanh Hóa        | Top 20, Miss Universe 2019                     |
| 2020  | Nguyễn Trần Khánh Vân  | Hồ Chí Minh City | Top 21, Miss Universe 2020 and Fan Vote Winner |
| 2021  | Nguyễn Huỳnh Kim Duyên | Cần Thơ          | Top 16, Miss Universe 2021 and Fan Vote Winner |
| 2022  | Nguyễn Thị Ngọc Châu   | Tây Ninh         |                                                |
| 2023  | Quỳnh Hoa Bùi          | Hanoï            |                                                |
| 2024  | Nguyễn Cao Kỳ Duyên    | Nam Định         | Top 30, Miss Universe 2024                     |